# Lithophane nagaii
Lithophane nagaii är en fjärilsart som beskrevs av Shigero Sugi 1958. Lithophane nagaii ingår i släktet Lithophane och familjen nattflyn. Inga underarter finns listade i Catalogue of Life.